# Moshe Sharett
Moshe Sharett (15 d'octubre de 1894 - 7 de juliol de 1965) va ser el segon Primer Ministre d'Israel entre 1953 i 1955, membre del Mapai. Nasqué a Ucraïna va immigrar al Mandat Britànic de Palestina el 1908.
La seva família eren fundadors de Tel-Aviv.